# Vouvant

Vouvant este o comună în departamentul Vendée, Franța. În 2009 avea o populație de 860 de locuitori.